# Joanna Atkins
Joanna Atkins (ur. 31 stycznia 1989) – amerykańska lekkoatletka specjalizująca się w biegach sprinterskich.
W 2013 weszła w skład amerykańskiej sztafety 4 × 400 metrów, która biegła w eliminacjach podczas mistrzostw świata w Moskwie. Atkins nie znalazła się w składzie finałowym, a jej koleżanki z reprezentacji sięgnęły po srebro. W 2014 startowała na halowych mistrzostwach świata w Sopocie, podczas których zdobyła złoto w sztafecie 4 × 400 metrów, a indywidualnie zajęła 6. miejsce w biegu na 400 metrów. 
Reprezentantka kraju na IAAF World Relays.
Medalistka mistrzostw Stanów Zjednoczonych oraz mistrzostw NCAA.

## Osiągnięcia
| Rok  | Impreza                   | Miejsce   | Konkurencja             | Lokata     | Wynik           |
| ---- | ------------------------- | --------- | ----------------------- | ---------- | --------------- |
| 2013 | Mistrzostwa świata        | Moskwa    | sztafeta 4 × 400 metrów | 2. miejsce | 3:25,18 (elim.) |
| 2014 | Halowe mistrzostwa świata | Sopot     | bieg na 400 metrów      | 6. miejsce | 52,55           |
| 2014 | Halowe mistrzostwa świata | Sopot     | sztafeta 4 × 400 metrów | 1. miejsce | 3:24,83         |
| 2014 | IAAF World Relays         | Nassau    | sztafeta 4 × 400 metrów | 1. miejsce | 3:21,73         |
| 2014 | Puchar interkontynentalny | Marrakesz | bieg na 200 metrów      | 2. miejsce | 22,53           |
| 2017 | IAAF World Relays         | Nassau    | sztafeta 4 × 400 metrów | 1. miejsce | 3:24,36 (elim.) |

## Rekordy życiowe
- Bieg na 100 metrów – 11,02 (2014) / 10,99w (2016)
- Bieg na 200 metrów – 22,27 (2014) / 22,19w (2014)
- Bieg na 400 metrów (stadion) – 50,39 (2009)
- Bieg na 400 metrów (hala) – 51,13 (2014)